# II konferencja kairska
II konferencja kairska – spotkanie w Kairze w dniach 4–7 grudnia 1943 roku (kryptonim: SEXTANT), w którym wzięli udział: prezydent USA Franklin Delano Roosevelt, premier Wielkiej Brytanii Winston Churchill oraz prezydent Turcji İsmet İnönü. 
26 października 1943 roku przed wyjazdem do Kairu na konferencję z Churchillem i Czang Kaj-szekiem prezydent Roosevelt zaprosił prezydenta Turcji na odrębną konferencję z udziałem również Churchilla. Celem tej konferencji, w której Turcja wzięła udział na równi z mocarstwami: USA i Wielką Brytanią, było  nakłonienie Turcji do wzięcia udziału w wojnie po stronie aliantów. Nalegał na to zwłaszcza Winston Churchill, któremu zależało na realizacji „wariantu bałkańskiego” - czyli uderzenia na okupowaną przez państwa Osi Europę od strony Bałkanów. Na początek proponował Turcji przyjęcie 20 eskadr lotniczych w celu przeprowadzania ataków na cele niemieckie, co równałoby się w praktyce zaistnieniu stanu wojny między Turcją a Niemcami.
Jednakże prezydent İnönü obawiał się udziału Turcji w wojnie, gdyż armia turecka licząca 40 dywizji nie była wówczas należycie uzbrojona – na tyle by móc stawić czoła armii niemieckiej, w dodatku konferencja miała miejsce po przegranej przez aliantów bitwie o Dodekanez, w wyniku której Niemcy po kapitulacji Włoch zdołali opanować ten archipelag. Ostatecznie wysiłki Churchilla okazały się daremne. Turcja zachowała neutralność aż do lutego 1945 roku, kiedy to wypowiedziała wojnę Niemcom, aby móc przystąpić do Organizacji Narodów Zjednoczonych.